# Divinità di Forgotten Realms
Questa è una lista delle divinità immaginarie appartenenti all'ambientazione Forgotten Realms.
Le divinità sono divise in pantheon a seconda della razza da cui vengono venerate.

## Forgotten Realms e manuali base di D&D
Le divinità di altre ambientazioni per Dungeons & Dragons, incluse quelle dei manuali base del gioco derivanti da quelle di Greyhawk, generalmente non fanno parte di Forgotten Realms. Comunque, ci sono alcune sovrapposizioni, in particolare per quelle dei pantheon delle razze non umane. Lolth, divinità principale dei drow in FR, viene specificatamente descritta un aspetto della stessa divinità in altre ambientazioni. Nessuna menzione invece per altre divinità condivise, per le quali non è dato sapere se si intendesse rappresentare le stesse divinità.

## Divinità suprema
La divinità più importante e potente è il dio supremo Ao. Solo per suo volere nuove divinità possono entrare a far parte dei pantheon di Toril. Non ha però fedeli mortali, poiché interagisce con essi solo durante circostanze molto inusuali, come nel Periodo dei Disordini. Alla fine della Trilogia di Avatara viene lasciato intendere che Lord Ao abbia a sua volta una guida, plausibilmente il "Dungeon Master".

## Divinità della razza umana

### Pantheon faerûniano
Il pantheon faerûniano include la maggior parte delle divinità venerate nel Faerûn, il principale continente in cui si svolgono gli eventi di Forgotten Realms. Molte delle divinità presenti hanno avuto origine in pantheon di altre culture umane, che nel corso della storia si sono mischiati e ricombinati, mentre altre sono mortali ascesi al rango di divinità o giunti su Toril da altri mondi o ambientazioni attraverso l'uso di artefatti magici.

#### Divinità maggiori
- Akadi: dea degli elementali dell'aria, del movimento, della velocità e delle creature volanti
  - Teylas (aspetto di Akadi): dio del cielo e delle tempeste nelle Terre dell'Orda[2]
- Bane: dio del dolore, dell'odio, della tirannia e della paura
- Chauntea (chiamata anche Bhalla[3] e Jannath[4]): dea dell'agricoltura, delle piante coltivate, dei contadini, dei giardinieri e dell'estate
- Cyric: dio degli omicidi, delle bugie, degli intrighi, degli inganni, delle illusioni e dei tradimenti
- Grumbar: dio degli elementali della terra, della solidità, dell'inalterabilità e dei giuramenti
  - Etugen (aspetto di Grumbar): dea della terra, dei branchi e dei pascoli nelle Terre dell'Orda[2]
- Istishia: dio degli elementali dell'acqua, della purificazione e dell'umidità
- Kelemvor (chiamato anche N'asr[4]): dio della morte e dei morti
- Kossuth: dio degli elementali del fuoco e della purificazione attraverso il fuoco
- Lathander: dio della primavera, dell'alba, della nascita, del rinnovamento, della creatività, della gioventù, della vitalità, della prestanza fisica e della perfezione interiore
- Mystra (chiamata anche Hidden One[3]): dea della magia e degli incantesimi, la Trama
- Oghma (chiamato anche Curna[5]): dio della conoscenza, dell'invenzione, dell'ispirazione e dei bardi
- Shar: dea delle tenebre, della notte, della perdita, dell'oblio, dei segreti non rivelati, dei dungeon, il Sottosuolo
- Silvanus: dio della natura selvaggia e dei druidi
- Sune: dea della bellezza, dell'amore e della passione
- Talos (chiamato anche Bhaelros e Kozah[4]): dio delle tempeste, della distruzione, della ribellione, delle esplosioni, dei terremoti e dei vortici
- Tempus: dio della guerra, della battaglia e dei guerrieri
- Tyr: dio della giustizia
- Ubtao: dio della creazione, delle giungle, di Chult, degli abitanti di Chult e dei dinosauri

#### Divinità intermedie
- Beshaba: dea dei torti casuali, della sfortuna, della cattiva sorte e degli incidenti
- Gond (chiamato anche Zionel[5]): dio degli artefici, degli artigiani, della costruzione e della forgiatura
- Helm: dio dei guardiani, dei protettori e della protezione
- Ilmater: dio della sopportazione, della sofferenza, del martirio e della perseveranza
- Mielikki: dea delle foreste, delle creature della foresta, dei ranger, delle driadi e dell'autunno
- Selûne (chiamata anche Bright Nydra[6], Elah[4] e Lucha[5]): dea della luna e delle stelle, della navigazione, dei navigatori, dei viandanti, dei cercatori e dei licantropi buoni e neutrali)
- Tymora: dea della fortuna, dell'abilità, della vittoria e degli avventurieri
- Umberlee: dea degli oceani, delle correnti, delle onde e dei venti marini

#### Divinità minori
- Auril: dea del freddo e dell'inverno
- Azuth: dio dei maghi e degli incantatori in generale
- Deneir: dio dei glifi, delle immagini, della letteratura, dell'alfabetizzazione, degli scribi e dei cartografi
- Eldath: dea dei luoghi tranquilli, delle sorgenti, delle pozze d'acqua e delle cascate
- Llira: dea della gioia, della felicità, della danza, delle feste e della libertà
- Loviatar: dea del dolore, delle ferite, dell'agonia, del tormento, della sofferenza e della tortura
- Malar: dio dei cacciatori, della caccia, della sete di sangue, dei licantropi malvagi e bestie predatrici
- Mask: dio dei ladri, del furto e delle ombre
- Milil: dio della poesia, della canzone e dell'eloquenza
- Shaundakul: dio dei viaggi, dell'esplorazione, del commercio a lungo raggio, delle carovane e dei portali
- Talona: dea della malattia e del veleno
  - Sss'thasine'ss (aspetto di Talona): creature velenose[7])
- Tiamat:  dea dei draghi malvagi, dei rettili malvagi, dell'avidità e del Chessenta
- Torm: dio del dovere, della lealtà, dell'obbedienza e dei paladini
- Waukeen: dea del commercio, del denaro e delle ricchezze

#### Semidivinità
- Cavaliere Rosso: dea della strategia, della pianificazione, delle tattiche
- Finder Wyvernspur: dio del ciclo della vita, della trasformazione dell'arte, dei saurial
- Garagos (chiamato anche Targus[4]): dio della guerra, dell'abilità con le armi, della distruzione, del saccheggio
- Gargauth: dio del tradimento, della crudeltà, della corruzione politica, delle rivolte
- Gwaeron Windstrom: dio del seguire tracce e dei ranger del Nord
- Hoar (chiamato anche Assuran): dio della vendetta, del castigo, della giustizia poetica
- Jergal: dio del fatalismo, delle sepolture appropriate, dei guardiani di tombe
- Lurue: dea delle bestie parlanti e intelligenti e delle creature non umanoidi
- Nobanion: dio della regalità, dei leoni, delle bestie feline e delle bestie buone
- Othar: dio della buona cucina, della falegnameria, della forgia e protettore di nani e avventurieri
- Savras: dio della divinazione, del destino, della verità
- Sharess (chiamata anche Bast[8]): dea dell'edonismo, della soddisfazione dei sensi, delle case di piacere, dei gatti
- Shiallia: dea di boschi e foreste, della fertilità dei boschi, della Grande Foresta e del Bosco di Neverwinter
- Siamorphe: dea dei nobili, della legale sovranità nobiliare, dei regnanti umani
- Ulutiu: dio dei ghiacciai, delle zone artiche, degli abitanti delle zone artiche
- Uthgar: dio delle tribù barbare Uthgardt e della forza fisica
  - Albero fantasma (totem di Uthgar)
  - Alce (totem di Uthgar)
  - Bestia del tuono (totem di Uthgar)
  - Corvo nero (totem di Uthgar)
  - Elrem, il Grande verme (totem di Uthgar)
  - Grifone (totem di Uthgar)
  - Leone nero (totem di Uthgar)
  - Lupo grigio (totem di Uthgar)
  - Orso blu (totem di Uthgar)
  - Pony del cielo (totem di Uthgar)
  - Tigre rossa (chiamato anche Gatto delle nevi) (totem di Uthgar)
- Valkur: dio dei marinai, delle imbarcazioni, dei venti favorevoli, dei combattimenti navali
- Velsharoon: dio della necromanzia, dei necromanti, dei lich malvagi, dei non morti

#### Quasi-divinità
- Tchazzar: dio draghesco della battaglia, del Chessenta, della forza e della vittoria[9][10]

### Pantheon di Kara-Tur
Molte persone nelle lontane terre orientali di Kara-Tur seguono una delle due religioni filosofiche chiamate "Il Sentiero dell'Illuminazione" ("The Path of Enlightenment") e "La Via" ("The Way"). Nel regno delle isole di Kozakura è predominante l'adorazione di un grande numero di spiriti, collettivamente chiamati "Gli Otto Milioni di Dei" ("The Eight Million Gods"). La gente di Shou Lung crede nell'Impero Celeste presieduto dall'
- Imperatore Celeste

che viene servito dai Nove Immortali:
- Kwan Ying: dea della compassione, della pietà, della gioia
- Chan Cheng: dio della guerra, delle arti marziali, del combattimento, del coraggio
- Ch'en Hsiang: dio della poesia, della musica e della letteratura
- Chih Shih: dio della storia, della conoscenza, della tradizione
- Ai Ch'hing: dea dell'amore e del matrimonio
- Fa Kuan: dio della giustizia
- Hsing Yong: dio della fortuna e della prosperità
- Shi Chia: dio degli artifici, delle arti

Essi sono a loro volta aiutati dagli Immortali Minori, chiamati Donne di giada, Spiriti del riso, Donne della luna, Spiriti guerrieri, Signore della compassione, Signori del karma e i Saggi.
- Scimmia Folle è una semidivinità della malizia che talvolta aiuta e talvolta ostacola la Burocrazia Celeste.[13]

### Pantheon di Maztica
Maztica, continente ad ovest di Faerûn oltre il Mare Senza Tracce, ha un proprio pantheon.
- Azul (chiamato anche Calor): dio della pioggia, dell'umidità, della neve, dei fiumi, dei laghi, degli oceani, dell'ubriachezza
- Eha: dea della primavera, del calore, dei venti
- Kiltzi: dio dell'amore, della felicità, dei matrimoni, delle gravidanze, delle nascite
- Maztica: dea del Vero Mondo, della terra e della vita
- Nula: dea degli animali
- Plutoq: dio dell'agricoltura, delle colline, delle montagne
- Qotal: dio della bontà e della salute
- Tezca: dio del fuoco e del sole
- Watil: dea della vegetazione
- Zaltec: dio della guerra e della violenza

Gli aspetti di tutte le divinità del pantheon di Maztica sono relativi a concetti ed idee. Questi aspetti sono venerati come un grande numero di divinità individuali, incluso Micat, un aspetto di Zaltec che rappresenta alcuni tipi di serpenti velenosi. Non ci sono state ulteriori pubblicazioni che elencassero questi aspetti.

### Pantheon mulhorandi
Adorate solamente nel Mulhorand, nell'Unther e nel Thay, queste divinità sono giunte su Toril quando i loro fedeli sono stati trasportati da un altro mondo. I componenti del pantheon mulhorandi sono ispirati alle divinità della mitologia egizia.
- Anhur (m): dio della guerra, del conflitto, della prestanza fisica, del tuono, della pioggia
- Geb (m): dio della terra, dei minatori, delle miniere, delle risorse minerarie
- Hathor (m): dea della maternità, della musica popolare, della danza, della luna, del destino
- Horus-Re (formalmente chiamato Horus) (M): dio del sole, della vendetta, del dominio, dei re, della vita
- Isis (chiamata anche Ishtar[4]) (I): dea del clima, dei fiumi, dell'agricoltura, dell'amore, del matrimonio, della magia buona
- Nephthys (I): dea della ricchezza, del commercio, protettrice dei bambini e dei morti
- Osiris (I): dio della vegetazione, della morte, dei morti, della giustizia, del raccolto
- Sebek (S): dio dei pericoli fluviali, dei coccodrilli, dei coccodrilli mannari, delle terre umide
- Set (I): dio dei deserti, della distruzione, della siccità, della notte, della putrefazione, dei serpenti, dell'odio, della cattiveria, del tradimento, della magia malvagia, dell'ambizione, del veleno, dell'omicidio
- Thoth (I): dio della magia neutrale, degli scriba, della conoscenza, dell'invenzione, dei segreti

Sharess era formalmente una delle divinità del pantheon mulhorandi, sotto il nome di Bast. Ora venerata nelle zone selvagge di Faerûn, è considerata parte del pantheon faerûniano.

### Pantheon di Zakhara
A differenza delle divinità faerûniane, le divinità di Zakhara, continente a sud di Faerûn, non hanno precise aree di influenza. Invece, ogni divinità esemplifica un singolo tratto o caratteristica. Una fede diffusa in Zakhara è quella del Tempio dei Diecimila Dei, che onora ogni divinità esistita o che esisterà in futuro anziché venerare una divinità specifica.
- Hajima: dio degli impavidi
- Hakiyah: dio dell'onestà
- Haku: dio della libertà
- Jauhar: dea della salute
- Jisan: dea della generosità
- Kor: dio della saggezza
- Najm: dio del coraggio
- Selan: dea della bellezza
- Vataqatal: dio della guerra e del dovere
- Zann: dio della conoscenza

Inoltre, c'è un non specificato numero di divinità locali e semidei, a volte adorate limitatamente ad aree di pochi chilometri. Fra queste, le più importanti sono: 
- Bala: dea della musica
- Ragarra: dea della giungla e dei suoi violenti abitanti, della passione, del caos e della vendetta[18]
- Vataqatal: dio della guerra e del dovere

## Divinità di altre razze
Divinità Nordiche:
Odino: padre degli déi. Dio della pace della vita e della gloria.
Loki: dio dell’inganno, dell’astuzia, dei trabocchetti, dell’artificio, della conoscenza e del caos. Figlio di Odino.
Thor: dio della guerra, del tuono, del fulmine, del martello e della vittoria. Anche lui figlio di Odino.
Ela: déa della morte, della distruzione, del male e della magia. Primogenita di Odino.

### Pantheon draconico
Le divinità draconiane sono venerate dai draghi.
- Aasterinian (S): dea dell'insegnamento, dell'invenzione, del piacere, adorato anche come un aspetto di Hlal[21]
- Asgorath (chiamato anche Io) (M): dio della razza dei draghi, del bilanciamento, della pace
- Astilabor (I): dea della cupidigia
- Bahamut (chiamato anche Xymor[21])(m): dio dei draghi buoni, della saggezza e della giustizia
- Chronepsis (m): dio del fato, della morte, del giudizio, adorato anche in combinazione con Falazure come l'entità duale Null[20]
- Faluzure (I): dio della decomposizione, dei non morti, della fatica, adorato anche in combinazione con Chronepsis come l'entità duale Nullsi[20]
- Garyx (I): dio del fuoco, della distruzione, del rinnovamento
- Hlal (m): dea dell'umorismo, degli scherzi, dei messaggi
- Kereska (I): dea della magia draconica e della creatività magica
- Lendys (I): dio del bilanciamento, della giustizia
- Tamara (I): dea della vita, della luce, della pietà
- Task (m): dio dell'egoismo e dell'avidità
- Zorquan (I): dio dell'essenza di essere draghi

Tiamat è venerata anche dai draghi, ma il suo seguito nel Chessenta la colloca nel pantheon faerûniano.

### Pantheon drow
Nel loro insieme, le divinità drow sono conosciute come Seldarine Oscuri.
- Eilistraee (I): dea della canzone, della bellezza, della danza, della lavorazione delle gemme, della caccia, della luce lunare
- Kiaransalee (S): dea dei non morti e della vendetta
- Ghaunadaur (m): dio delle fanghiglie, delle melme, delle gelatine, dei paria e dei ribelli
- Lolth (formalmente chiamata Araushnee) (I): dea dei ragni, del male, dell'oscurità, del caos, degli assassini, dei drow
- Selvetarm (m): dio dei guerrieri drow. Morto nel 1375 CV.
- Vhaeraun (m): dio del furto, dei maschi drow, delle attività malvagie in superficie

### Pantheon elfico
Collettivamente, le divinità elfiche sono conosciute come Seldarine ("la compagnia di fratelli e sorelle del bosco").
- Aerdrie Faenya (I): dea dell'aria, del clima, degli uccelli, della pioggia, della fertilità, degli avariel[23]
- Angharradh (M): dea della primavera, della fertilità, della semina, della nascita, della difesa, della saggezza[24]
- Corellon Larethian (M): dio della magia, della musica, delle arti, dell'artigianato, della guerra, della poesia, dei bardi, dei guerrieri, della razza elfica (specialmente elfi del sole).[25]
- Deep Sashelas (I): dio degli oceani, degli elfi marini, della creazione, della conoscenza.[26]
- Erevan Ilesere (I): dio della malizia, del cambiamento, dei ladri[27]
- Fenmarel Mestarine (m): dio degli elfi selvaggi, dei capri espiatori, dei rinnegati, dell'isolamento.[28]
- Hanali Celanil (I): dea dell'amore, del romanticismo, della bellezza, degli incantamenti, dell'arte degli oggetti magici, delle arti nobili e degli artisti[29]
- Labelas Enoreth (I): dio del tempo, della longevità, della storia, il momento delle scelte.[30]
- Rillifane Rallathil (I): dio dei boschi, della natura, degli elfi dei boschi, dei druidi[31]
- Sehanine Moonbow (I): dea del misticismo, dei sogni, della morte, dei viaggi, della trascendenza, della luna, delle stelle, degli elfi delle stelle.[32]
- Shevarash (S): dio dell'odio per i drow, della vendetta, delle crociate, delle sconfitte.[33]
- Solonor Thelandira (I): dio del tiro con l'arco, della caccia, della sopravvivenza nelle terre selvagge.[34]

### Pantheon dei giganti
- Annam (M): dio dei giganti, della creazione, dell'insegnamento, della filosofia
- Hiatea  (M): dea della natura, dell'agricoltura, della caccia, della nascita
- Grolantor (I): dio della caccia, del combattimento, dei giganti delle colline
- Iallanis (m): dea dell'amore, del perdono, della pietà, della bellezza
- Memnor (I): dio dell'orgoglio, dell'uso e del controllo della mente
- Skoraeus Stonebones (I): dio dei giganti di pietra e delle cose sepolte
- Stronmaus (M): dio del sole, del cielo, del clima, della gioia, dei giganti delle nuvole
- Surtr (m): dio dei giganti del fuoco, del fuoco, della distruzione
- Thrym (m): dio del freddo, del ghiaccio, della magia, dei giganti del gelo

### Pantheon gnomesco
Le divinità gnomesche sono conosciute come Signori delle Colline Dorate.
- Baravar Cloakshadow (m): dio delle illusioni, degli inganni, delle trappole, delle interdizioni.[36]
- Baervan Wildwanderer (I): dio delle foreste, dei viaggi, della natura
- Callarduran Smoothhands (I): dio degli svirfneblin, della pietra, delle miniere, il Sottosuolo.[37]
- Flandal Steelskin (I): dio dell'attività mineraria, della buona forma fisica, dei fabbri, della lavorazione del metallo.[38]
- Gaerdal Ironhand (m): dio della vigilanza, del combattimento, della difesa.[39]
- Garl Glittergold (M): dio della protezione, dell'umorismo, degli scherzi, del taglio delle gemme, degli gnomi.[40]
- Segojan Earthcaller (I): dio della terra, della natura, dei morti.[41]
- Urdlen (I): dio della cupidigia, della sete di sangue, del male, dell'odio, degli impulsi incontrollabili, degli spriggan[42]

### Pantheon halfling
Collettivamente, le divinità halfling sono conosciute come Figli di Yondalla.
- Arvoreen (I): dio della difesa, della guerra, della vigilanza, dei guerrieri halfling, del dovere[43]
- Brandobaris (m): dio della furtività, del furto, dell'avventura, dei ladri halfling.[44]
- Cyrrollalee (I): dea dell'amicizia, della fiducia, del focolare domestico, dell'ospitalità, dell'artigianato.[45]
- Sheela Peryoyl (I): dea della natura, dell'agricoltura, del clima, della canzone, della danza, della bellezza, dell'amore romantico.[46]
- Urogalan (S): dio della terra, della morte, della protezione dei morti.[47]
- Yondalla (M): dea della protezione, delle ricompense, degli halfling, dei bambini, della sicurezza, dell'autorità, della saggezza, della creazione, della famiglia, della tradizione.[48]

### Pantheon nanico
Le divinità naniche (ad eccezione di Deep Duerra e Ladaguer, che sono divinità della sottorazza nanica duergar) sono conosciute collettivamente come Morndinsamman ("supremi fratelli degli scudi" o "nani superiori".
- Abbathor (I): dio dell'avidità.[49]
- Berronar Truesilver (I): dea della sicurezza, dell'onestà, della casa, della guarigione, della famiglia nanica, degli archivi, del matrimonio, della fedeltà, della lealtà, dei giuramentie[50]
- Clangeddin Silverbeard (I): dio della battaglia, della guerra, del valore, del coraggio, dell'onore in battaglia.[51]
- Deep Duerra (S): dea dei duergar, degli psionici, della conquista, dell'espansione.[52]
- Dugmaren Brightmantle (m): dio dello studio, dell'invenzione, della scoperta.[53]
- Dumathoin (I): dio delle ricchezze sepolte, dei metalli preziosi, delle gemme, dei minatori, dell'esplorazione, dei nani degli scudi, dei guardiani dei morti[54]
- Gorm Gulthyn (m): dio dei guardiani di tutti i nani, della difesa e della protezione.[55]
- Haela Brightaxe (S): dea della fortuna in battaglia, della gioia in battaglia, dei guerrieri nanici.[56]
- Laduguer (I): dio dei duergar, della reazione di armi magiche, degli artigiani.[57]
- Marthammor Duin (m): dio delle guide, degli esploratori, degli esuli, dei viaggiatori, del fulmine.[58]
- Moradin (M): dio dei nani, della creazione, dei fabbri, della protezione, della lavorazione del metallo e della pietra.[59]
- Sharindlar (I): dea della guarigione, della pietà, dell'amore romantico, della magia, della fertilità, della danza, del corteggiamento, della luna.[60]
- Thand Harr (m): dio dei nani selvaggi, della sopravvivenza nella giungla, della caccia.[61]
- Vergadain (I): dio delle ricchezze, della fortuna, della probabilità, dei ladri non malvagi, del sospetto, degli inganni, della negoziazione, dell'astuzia[22]

### Pantheon orchesco
- Bahgtru (m): dio della lealtà, della stupidità, della forza bruta[62]
- Gruumsh (M): dio degli orchi, della conquista, della sopravvivenza, della forza, del territorio, della strategia.[63]
- Ilneval (m): dio della guerra, del combattimento, delle forze schiaccianti.[64]
- Luthic (m): dea delle caverne, delle femmine orchesche, della casa, della saggezza, della fertilità, della guarigione, della servitù.[65]
- Shargaas (m): dio della notte, dei ladri, della furtività, dell'oscurità, il Sottosuolo.[66]
- Yurtrus (m): dio della morte e della malattia.[67]

### Altre razze
- Blibdoolpoolp (I): dio dei kuo-toa, delle creature marine malvagie
- Chee'ah (S): dio dei saru sull'altipiano di Malatra[68]
- Diinkarazan (S): dio dei derro, della vendetta[4]
- Diirinka (I): dio dei derro della magia, dell'erudizione, della conoscenza, della crudeltà
- Eadro (I): dio delle sirene e dei locathah[69]
- Essyllis (S): dio degli uomini lucertola[7]
- Gorellik (S): dio degli gnoll.[7]
- Grande madre (M): dea dei beholder, della magia, della fertilità, della tirannia
- Hruggek (I): dio dei bugbear, della violenza, del combattimento, delle imboscate
- Ilsensine (M): dio degli illithid, del dominio mentale, della magia
- Kurtulmak (I): dio dei coboldi, dell'odio
- Laogzed (S): dio dei troglodita, della fame, della distruzione[7]
- Maglubiyet (M): dio dei goblin, degli hobgoblin, della guerra, della sovranità
- M'daess (S): dea dei sarrukh, della purificazione, dei giovani serpenti e degli uomini serpente[7]
- Parrafaire (S): dio dei naga, della tutela
- Piscaethces (S): dio degli aboleti[69]
- Psilofyr (I): dio dei miconidi
- Sekolah (m): dio dei sahuagin, della caccia, della tirannia, delle razzia
- Semuanya (m): dio degli uomini lucertola, della sopravvivenze, della riproduzione[7]
- Shekinester (M): dea dei naga[7]
  - The Acquirer (aspetto di Shekinester): controllo, possessione
  - The Empowerer (aspetto di Shekinester): tutela dei giovani e degli iniziati
  - The Preserver (aspetto di Shekinester): sostenitore dell'esistenza, spiriti dei morti
  - The Seeker (aspetto di Shekinester): curiosità, esplorazione, studio
  - Ssharstrune (aspetto di Shekinester): acquisizione, potere
  - The Weaver (aspetto di Shekinester): distruzione attiva, connessioni
- Sseth (I): dio dei serpenti, degli yuan-ti, dei naga, degli ofidiani, del veleno[7]
  - Merrshaulk (aspetto di Sseth): bestie, predatori, sonnolenza
  - Varae (aspect of Sseth): serpenti
- Vaprak (S): dio degli ogre, dei troll, della violenza, della distruzione, della frenesia, dell'avidità
- War'dango (m): dio dei korobokuru, dell'autorità, della Montagna di Fuoco sull'altipiano di Malatra[70]

## Potenze non divine
Alcune potenti creature extraplanari sono in grado di garantire potere ai propri seguaci senza essere in quel momento divinità. I culti che venerano gli arcidiavoli o i principi dei demoni sono in genere piccoli e circoscritti Allo stesso modo esistono potenti essere celestiali che possono dare il loro favore a virtuosi mortali; tipicamente non hanno seguaci.

### Arcidiavoli
- Asmodeus[73][74]
- Baalzebul[73][74]
- Malkizid[9][73][74]
- Mammon[73][74]
- Mephistopheles[73][74]

Gargauth una volta era un arcidiavolo, ma ora è una divinità del pantheon faerûniano.

### Arconti supremi
Gli arconti supremi, collettivamente conosciuti come Celestial Hebdomad, sono l'incarnazione celestiale dell'allineamento Legale Buono. In Forgotten Realms, operano a stretto contatto con il dio Tyr.
- Barachiel
- Domiel
- Erathaol
- Pistis Sophia
- Raziel
- Sealtiel
- Zaphkiel

### Principi dei demoni
- Baphomet: signore demoniaco dei minotauri, delle bestie, della vendetta[75]
- Demogorgon: Principe dei Demoni[73][75]
- Eltab: signore demoniaco dell'odio e della punizione[3][73][75]
- Graz'zt: signore demoniaco dei tiranni, dei despota, degli infidi traditori, della depravazione[75][76]
- Kostchtchie: signore demoniaco dei giganti del gelo, dell'ira e della furia[73][75]
- Orcus: signore demoniaco dei non morti[75]
- Pazrael (chiamato anche Pazuzu): signore demoniaco delle creature volanti malvagie, della corruzione[75]
- Sess'Innek: signore demoniaco dei khaastas, dei re lucertola, della civilizzazione, della dominazione[7][75]
- Yeenoghu: signore demoniaco degli gnoll[3][75]

Dopo essere stata scacciata dai Seldarine, Araushnee è diventata la signora demoniaca Lolth prima di reclamare il suo rango divino come capo dei Seldarine Oscuri.

### Eladrin supremi
Gli eladrin supremi, collettivamente conosciuti come la Corte delle Stelle, sono l'incarnazione celestiale dell'allineamento Caotico Buono.
- Faerinaal
- Gwynharwyf
- Morwel

### Guardinal supremi
I guardinal supremi, Talsid e i Cinque Compagni, sono l'incarnazione celestiale dell'allineamento Neutrale Buono. Rispetto ad altre ambientazione, in Forgotten Realms hanno un ruolo maggiore dato il grande numero di divinità della natura.
- Bharrai
- Kharash
- Manath
- Sathia
- Talisid
- Vhara

## Divinità morte
Le divinità dei Forgotten Realms possono essere uccise, scomparire per mancanza di fedeli oppure vedere usurpati i loro poteri da altri.

### Pantheon dell'Unther
Il popolo dell'Unther e le sue divinità (basate sulla mitologia babilonese e sumera) sono giunti su Toril nello stesso tempo e allo stesso modo delle divinità del pantheon mulhorandi, ma la guerra fra questi due imperi e contro le ordi di orchi hanno rivendicato la maggior parte del pantheon dell'Unther, ora il più grande gruppo identificabile di divinità morte. I componenti rimanenti del pantheon, Assuran (ora Hoar), Ishtar (come Isis) e Tiamat, sono riusciti a sopravvivere trovando un ampio seguito da qualche parte nel Faerûn.
- Gilgeam: prima dio della battaglia, della prestanza fisica, della forza, dell'Unther. Ucciso da Tiamat.
- Girru: ucciso da una divinità orchesca senza nome.
- Inanna: prima dea della guerra e dell'amore. Uccisa da una divinità orchesca senza nome.
- Ki: prima spirito/dea-madre della terra. Ucciso da una divinità orchesca senza nome.
- Marduk: ucciso da una divinità orchesca senza nome.
- Nanna-Sin: prima dio della luna e della protezione contro il male. Ucciso da una divinità orchesca senza nome.
- Nergal: prima dio del Sottosuolo.[4] Ucciso da una divinità orchesca senza nome.
- Ramman: prima dio del dovere, dell'ordine, della vigilanza, della guerra. Ucciso da Hoar.
- Utu: prima dio del sole e della giustizia. Ucciso da una divinità orchesca senza nome.

### Altre
- Amaunator (chiamato anche At'ar[4]): prima dio della burocrazia, della legge, dell'ordine, il sole. Scomparso per mancanza di fedeli.[9]
- Auppenser: prima dio dell'illuminismo, degli psionici, della serenità. Scomparso per mancanza di fedeli.[9]
- Bhaal: primo dio dell'assassinio, dell'omicidio, della violenza. Ucciso da Cyric e Mask.[9]
- Chronos: prima dio del tempo[77]
- Madreterra: prima dea della vita. Uccisa da Bhaal (ora morto).
- Eshowdow: prima dio del Chult delle ombre, della distruzione, della vendetta, della codardia, dell'ignominia, della paura. Ucciso da Shar.[4]
- Ibrandul: prima dio delle caverne, dei dungeon, del Sottosuolo. Ucciso da Shar.[9]
- Iyachtu Xvim: prima dio dell'odio, della tirannia, della paura. Tramite del ritorno di Bane, distrutto da questo.
- Jazirian: prima dio dei couatl. Ucciso da Merrshaulk.[7]
- Kalzareinad: prima dio dell'indifferenza, del male, egoistica applicazione della magia dei draghi. Ucciso da Kareska.[21]
- Karsus: prima dio dell'arroganza e della magia. Divinità solo per pochi istanti, è morto in seguito al sacrificio di Mystril.
- Kiputytto: prima dea della tristezza. Uccisa da Talona.[78]
- Kukul: prima dio di Maztica della creazione.[14]
- Leira: prima dea degli inganni e delle illusioni. Uccisa da Cyric e Mask.[9]
- Moander: prima dio della morte straziante, della decadenza, della corruzione. Ucciso da Finder Wyvernspur.[9]
- Murdane: prima dea della ragione, del pragmatismo. Uccisa dal Cataclisma dell'Alba.
- Myrkul: prima dio della morte, della corruzione, della decadenza. Ucciso da Mystra.[9]
- Mystryl: prima dea della magia e degli incantesimi, la Trama. Ha sacrificato se stessa per riparare ai danni causati dall'ascensione di Karsus.
- Othea: prima dea dei giganti e della maternità. Uccisa da Lanaxis, uno dei suoi figli.
- Re: prima dio mulhorandi del sole. Ucciso da Gruumsh.[9]
- I Sette Dei Perduti, i quali si sono "prostrati prima di Bane"[79][80], sono:
  - Camnod the Unseen
  - Borem del Lago del Fango Bollente: prima dio della furia
  - Haask, la Voce di Hargut
  - Maram della Grande Lancia
  - Tyranthraxus the Flamed One[81]
- Tyche: prima dea della fortuna e della sfortuna, degli incidenti, della responsabilità, degli avventurieri e degli esploratori, del commercio. Suddivisa in Beshaba e Tymora.
- Valigan Thirdborn: prima dio dell'anarchia. Ucciso da Tyr.
- World Serpent: prima dio dei rettili e lucertoloidi. Frammentato nelle divinità degli uomini lucertola, dei naga e degli yuan-ti.[9]